# 上田眞央
上田 眞央（うえだ まお、1991年12月5日 - ）は、日本の女性ファッションモデル、女優。宮崎県出身。2021年からフリーランスで活動。

## 略歴
大学試験の2週間前、地元宮崎でEXPGにスカウトされたことを機に特待生として宮崎校に通い始める。
2010年12月1日、ファッション雑誌『non-no』の新モデルを決める「ノンノモデル2010 オーディション」にて準グランプリを獲得する。
2011年1月発売の『non-no』3月号から同誌のモデルとして活動。同年7月には日本テレビ系ドラマ『ドン★キホーテ』で女優デビューをした。
2016年3月発売の『non-no』5月号で同誌のモデルを卒業した。

## 出演

### テレビ番組
- シューイチ（2012年4月 - 2014年3月、日本テレビ） - シューイチガールズ[1]
- 東京★上海流行通信〜楽活好正点（2012年9月 - 2013年2月、BS-TBS）
- めざましテレビ（フジテレビ）
  - 「MORE SEVEN」（2016年4月 - 2016年9月） - リポーター
  - 「スゴ撮」（2016年10月 - 2017年3月） - リポーター

### 配信番組
- オサレさん（2014年8月 - 、NOTTV）- MC

### テレビドラマ
- ドン★キホーテ（2011年7月9日 - 9月24日、日本テレビ） - ヒカリ 役
- 月曜ゴールデン 十津川警部シリーズ46（2012年1月9日、TBS） - 三島夏樹 役
- ミューズの鏡（2012年1月14日 - 6月23日、日本テレビ） - 川島ともか 役
- 恋愛ニート〜忘れた恋のはじめ方〜 第7話（2012年3月2日、TBS） - 伊藤友子 役
- シュガーレス（2012年10月3日 - 12月26日、日本テレビ） - 本城柚衣 役

### 配信ドラマ
- 恋愛は必然である〜ドラマで分かる! 新感覚恋愛法則〜（2014年1月20日 - 3月10日、dビデオ powered by BeeTV・BeeTV） - 真緒 役[6]

### 映画
- はやぶさ/HAYABUSA（2011年10月1日、20世紀フォックス映画） - はやぶさカップル女 役
- 劇場版 ミューズの鏡〜マイプリティドール〜（2012年9月29日、松竹） - 川島ともか 役
- アラグレ（2013年1月12日、クロックワークス） - 葛西凛 役
- サンゴレンジャー（2013年6月15日）
- 仮面ライダー×仮面ライダー 鎧武&ウィザード 天下分け目の戦国MOVIE大合戦（2013年12月14日、東映） - ランマル 役

### 舞台
- 4S企画 Presents「THRee'S (スリーズ)」（2017年）

### ミュージックビデオ
- 三代目J Soul Brothers 「LOVE SONG」（2011年）

### CM
- ソネットエンタテイメント So-net（2012年）[7]
- アンファー スカルプDボーテ ピュアフリーアイラッシュ（2013年）
- 富士通 ARROWS（2013年）
- 全身美容脱毛専門サロン「コロリー」（2017年）[8]

### カタログ
- 京都きもの友禅（2011年）
- ISBIT DAIKANYAMA（2011年・2013年）

### イベント
- 東京ガールズコレクション（2011S/S、2012S/S、2012A/W、2013S/S、2013A/W）
  - 東京ガールズコレクション in 名古屋（2011、2012）
  - 東京ガールズコレクション in 宮崎（2011、2013）
- Girls Award（2011S/S、2014S/S、2014A/W）
- non-no（2012、2013、2014）
- 関西コレクション（2012A/W）

### その他
- Melodious Girl -メロディアス・ガール-（2012年、ピンキー文庫） - カバーモデル

## 書籍

### 雑誌連載
- non-no（2011年3月号 - 2016年5月号、集英社） - 専属モデル